# Paul Repond
Paul Repond (* 9. Januar 1856 in Freiburg; † 24. Februar 1919 ebenda; heimatberechtigt in Villarvolard) war ein Schweizer Psychiater.

## Leben
Paul Repond wurde als Sohn des Grossrats und Verwaltungsratspräsidenten der Amortisationskasse, Elie Jean Joseph Repond, und der Augustine Sprenger geboren. Er war ein Bruder des Jules Maxime Repond und war mit Julie Contat, der Tochter des François Contat, verheiratet. Repond studierte Medizin in Bern.
Repond war als Assistenzarzt für Psychiatrie in der Heil- und Pflegeanstalt von Königsfelden tätig. Von 1884 bis 1897 leitete er die Psychiatrische Klinik Marsens, die er aus politischen Gründen verliess. Er lehnte die an Gefängnisse erinnernden psychiatrischen Anstalten ab und befürwortete aus Einzelpavillons bestehende Kliniken und eine Beschäftigung für die Patienten. Im Kanton Wallis verwirklichte er seine Ideen mit der Errichtung der psychiatrischen Klinik Malévoz in Monthey weitgehend: 1899 unterzeichnete der Kanton Wallis einen Vertrag, und 1901 wurden die drei ersten Pavillons eröffnet. Repond wirkte bis 1916 als Direktor der Klinik, danach folgte ihm sein Sohn André Repond.